# Парамасонство
Парамасонство — термин, принятый для обозначения братских и общественных организаций, которые связаны с масонством или осуществляют свою деятельность на схожих принципах. Большинство парамасонских организаций занимаются благотворительной и филантропической деятельностью. Некоторые из этих организаций когда-то были масонскими, но после активного участия в политике перестали признаваться в качестве масонских организаций, или на момент своего создания учреждались на принципах отличных от масонских.

## История появления парамасонских организаций
Несмотря на запрет посвящения женщин, ясно указанный в основополагающих масонских документах 1723 года, некоторые женщины всё же были приняты в масонские ложи, но это рассматривалось как вынужденная мера, связанная с чрезвычайными обстоятельствами или досадными случайностями. Однако, уже в XVIII веке во Франции появились так называемые адоптивные ложи, которые создавались под патронажем обычных масонских [мужских] лож, носили те же названия, но допускали в эти ложи женщин. Долгое время члены таких лож не рассматривались как полноправные масоны. Таким образом, адоптивные ложи стали первыми парамасонскими объединениями.
Исторической вехой в развитии парамасонства стал 1774 год, когда Великий восток Франции стал независимой федерацией масонских лож, в том числе и адоптивных лож, получивших в рамках конфедерации официальный статус. Подобные ложи, по-прежнему имевшие те же названия, что и их мужские, распространились по всей Франции. Они были очень разнообразны, а некоторые из них, особенно парижские, приобрели значительный авторитет и престиж. В частности, адоптивная ложа «Девять сестёр» была женской группой, активно поддерживавшейся мужской ложей, в которой в 1778 году был посвящён Вольтер. Ещё одна ложа — «La Candeur» (Чистосердечие), созданная в 1775 году, была настолько активна и знаменита, что вскоре затмила своего мужского «двойника» — мужскую ложу, которая её создала. Такая ситуация, правда, явилась причиной быстрого ограничения её самостоятельности. Деятельность подобных лож сильно различалась, но в основном тяготела к филантропическим задачам. Впрочем, различные события время от времени заставляли членов адоптивных лож больше интересоваться обществом и процессами, происходящими в нём.
После Великой Французской революции, в период Империи адоптивные ложи продолжали развиваться, но превратились скорее в инструмент власти, собирая преданную Бонапарту элиту вокруг нескольких известных фигур, таких как Жозефина де Богарне и Каролина Бонапарт. Членство в таких ложах (их было более тридцати, в основном в Париже) стало знаком престижа, большинство членов этих лож не интересовались проблемами общества, а занимались поверхностными вопросами. Подобная направленность в деятельности этих лож привела к угасанию их и прекращению развития раннего парамасонства в конце XVIII века.

## Типы парамасонских организаций

### Смешанные
Возрождение парамасонских организаций состоялось только через 50 лет после закрытия последней адоптивной ложи во Франции, и это возрождение началось в США. Первой подобной организацией стал основанный в 1850 году в Бостоне (США) «Орден Восточной звезды». Членом ордена можно стать с 18 лет. Мужчины должны быть в степени мастера-масона, а женщины должны быть либо жёнами, либо родственницами масонов. Первоначально женщина должна была быть дочерью, вдовой, женой, сестрой или матерью масона, но теперь разрешено и другим родственникам быть членами организации. Также быть членом «Ордена восточной звезды» можно членам других подобных организаций, таких как «Орден Золотой цепи», «Дочери Иова», «Радуга», «Треугольник» и «Созвездие — юные звезды». Число членов «Ордена восточной звезды» составляет 500 000 человек в 20 странах мира.

### Мужские
Большая часть парамасонских мужских организаций сосредоточила свою деятельность на благотворительности и филантропии. Эти организации собирают большие денежные средства для оказания помощи малоимущим, больным и детям. Так, Shriners поддерживает сеть из двадцати двух больниц Shriners для детей оставшихся без каких-либо средств для существования, и которым меньше восемнадцати лет. Больницы лечили бесплатно более 100 000 пациентов в 2006 году. В 2008 году общий бюджет на данную благотворительную деятельность составил 826 миллионов долларов.
Также к числу мужских парамасонских организаций относятся следующие ордена и организации: «Мистический орден сокрытых пророков волшебного королевства» (M.O.V.P.E.R. или Grotto), «Орден Кетцалькоатль», «Королевский орден шутников», «Кедры Ливана», «Братская акация».

### Женские
Парамасонские организации для женщин, как правило, объединяют матерей, вдов, жён и сестёр масонов. Цели у подобных организаций такие же, как и у мужских и смешанных — благотворительная и общественная деятельность. К числу наиболее известных женских парамасонских организаций относятся: Международный орден «Радуга» (для девушек), «Дочери Иова», «Omega Epsilon Sigma», «Орден Амаранитов».

### Молодёжные
Орден де Моле является самой известной молодёжной парамасонской организацией в мире. Орден основан в Канзас-Сити, штат Миссури, в 1919 году, членами ордена могут быть дети в возрасте от 12 до 21 года, чьи отцы состоят в братстве вольных каменщиков. Орден де Моле принимает участие во многих мероприятиях, в том числе: во встречах и мероприятиях с членами орденов «Радуга для девушек» и «Дочерей Иова», в спортивных соревнованиях, таких как: баскетбол, футбол, бейсбол, теннис, пейнтбол, бильярд, каноэ, и т. д. Каждый капитул коллективно решает, что хотели бы сделать члены ордена, на основе планирования и имеющихся средств. Также есть несколько известных подобных молодёжных организаций, таких как: «A.J.E.F.», «Орден мальчиков строителей», «Орден Созвездие детей звёзд».

## Политические парамасонские организации

### Великий восток народов России
Великий восток народов России (ВВНР) создавался на основе лож Великого востока Франции, как политическая организация сохранившая частично масонскую терминологию и организационную форму. Характерным отличием лож ВВНР от лож ВВФ являлась отмена ряда обязательных пунктов в работе масонских лож. Такими пунктами стали: правильное учреждение масонских лож, ведение протоколов собраний, упразднение степени подмастерья, упрощение или полная отмена ритуалов, написание политических программ вместо зодческих работ, обсуждение политических вопросов на собраниях, работа не Во имя Прогресса, как в ложах Великого востока Франции, а политическая активность в Государственной Думе. Ложи Великого востока народов России, носившие название «масонские», не считались таковыми членами Великого востока Франции и других великих лож, а считались политическими кружками.
Руководители ВВНР:
- Некрасов Н.В.
- Колюбакин А.М.
- Керенский А.Ф.

### Масонский орден Либерии
Масонский орден Либерии был сформирован на основе принципов масонства, которые были получены бывшими рабами от своих хозяев в США до их «возвращения» в Африку под эгидой «Американского общества колонизации». Ложи основывались под эгидой американского масонства Принса Холла. Вопросы государственного строительства и развития обсуждались на собраниях. Быть масоном Великой ложи Либерии означало быть политически активным, прилагать максимальные усилия для укрепления политического лидерства Истинной партии вигов. Масоны Либерии подвергались критике за активную политическую деятельность в масонстве, а также критиковались за отчуждение коренных либерийцев из своих рядов. Из-за активного участия в политике и последовавших переменах в целях Великой ложи Либерии она перестала считаться масонской организацией. Когда-то начинавшая как масонская, она превратилась в парамасонскую, в которой доминировали не масонские традиции и ландмарки, а политические диспуты и немасонские отношения внутри лож.